# Syrrusoides
Syrrusoides là một chi bướm đêm thuộc họ Noctuidae.

## Loài
- Syrrusoides lecordieri Laporte, 1972
- Syrrusoides viettei Laporte, 1972